# Fernandópolis
Fernandópolis este un oraș în São Paulo (SP), Brazilia.